# Kaštel Rosignoli u Segetu Donjem
Kaštel Rosignoli, kaštel u Segetu Donjem, općina Seget.

## Opis
Nalazi se neposredno istočno od utvrđene povijesne jezgre Segeta Donjeg. Najstariji spomen kaštela je na karti trogirskog područja iz 1763. godine.
Nastajao od 16. do 18. stoljeća.

## Zaštita
Pod oznakom P-5517 zaveden je kao nepokretno kulturno dobro - pojedinačno, pravna statusa preventivno zaštićena kulturnog dobra.

## Vanjske povezncie
- SLUŽBENI GLASNIK OPĆINE SEGET 21. rujna 2018. g.